# Insight Segmentation and Registration Toolkit
Das Insight Segmentation and Registration Toolkit (ITK) ist eine Open-Source-C++-Programmbibliothek für die Segmentierung und Registrierung von Bildern.

## Allgemeines
Die Entwicklung von ITK wurde ab 1999 von der National Library of Medicine gestartet, um offene Klassenbibliotheken und Schnittstellen für die Auswertung des Visible Human Projects zu schaffen. Typische Anwendungsgebiete von ITK sind z. B. die Verarbeitung von medizinischen Daten aus der Computertomographie und der Magnetresonanztomografie. Als Build-System kommt CMake zum Einsatz, welches speziell für ITK entwickelt wurde.

## Beispiele

### Glättung mithilfe von einem Gaußfilter
```
#include
 
<itkImage.h>

#include
 
<itkImageFileReader.h>

#include
 
<itkImageFileWriter.h>

#include
 
<itkDiscreteGaussianImageFilter.h>

int
 
main
(
int
 
argc
,
 
char
 
*
argv
[])

{

    
typedef
 
itk
::
Image
<
unsigned
 
char
,
 
2
>
 
ImageType
;

    
typedef
 
itk
::
ImageFileReader
<
ImageType
>
 
ReaderType
;

    
typedef
 
itk
::
ImageFileWriter
<
ImageType
>
 
WriterType
;

    
typedef
 
itk
::
DiscreteGaussianImageFilter
<
ImageType
,
 
ImageType
>
 
GaussianFilterType
;

    
ReaderType
::
Pointer
 
reader
 
=
 
ReaderType
::
New
();

    
reader
->
SetFileName
(
"test.jpg"
);

    
GaussianFilterType
::
Pointer
 
smoothFilter
 
=
 
GaussianFilterType
::
New
();

    
smoothFilter
->
SetInput
(
reader
->
GetOutput
());

    
smoothFilter
->
SetVariance
(
3
);

    
WriterType
::
Pointer
 
writer
 
=
 
WriterType
::
New
();

    
writer
->
SetInput
(
smoothFilter
->
GetOutput
());

    
writer
->
SetFileName
(
"smoothImage.png"
);

    
try

    
{

      
writer
->
Update
();

    
}

    
catch
(
 
itk
::
ExceptionObject
 
&
 
excp
 
)

    
{

      
std
::
cerr
 
<<
 
excp
 
<<
 
std
::
endl
;

      
return
 
EXIT_FAILURE
;

    
}

	
return
 
EXIT_SUCCESS
;

}

```

### Region Growing Segmentierung
```
#include
 
<itkImage.h>

#include
 
<itkImageFileReader.h>

#include
 
<itkImageFileWriter.h>

#include
 
<itkConnectedThresholdImageFilter.h>

int
 
main
(
int
 
argc
,
 
char
 
*
argv
[])

{

    
typedef
 
itk
::
Image
<
unsigned
 
char
,
 
3
>
 
ImageType
;

    
typedef
 
itk
::
ImageFileReader
<
ImageType
>
 
ReaderType
;

    
typedef
 
itk
::
ImageFileWriter
<
ImageType
>
 
WriterType
;

    
typedef
 
itk
::
ConnectedThresholdImageFilter
<
ImageType
,
 
ImageType
>
 
RegionFilterType
;

    
ReaderType
::
Pointer
 
reader
 
=
 
ReaderType
::
New
();

    
reader
->
SetFileName
(
"test.nii"
);

    
ImageType
::
IndexType
 
seed
;

    
seed
[
0
]
 
=
 
142
;

    
seed
[
1
]
 
=
  
97
;

    
seed
[
2
]
 
=
  
63
;

    
RegionFilterType
::
Pointer
 
regionFilter
 
=
 
RegionFilterType
::
New
();

    
regionFilter
->
SetInput
(
reader
->
GetOutput
());

    
regionFilter
->
SetSeed
(
seed
);

    
WriterType
::
Pointer
 
writer
 
=
 
WriterType
::
New
();

    
writer
->
SetInput
(
regionFilter
->
GetOutput
());

    
writer
->
SetFileName
(
"region.nii"
);

    
try

    
{

      
writer
->
Update
();

    
}

    
catch
(
 
itk
::
ExceptionObject
 
&
 
excp
 
)

    
{

      
std
::
cerr
 
<<
 
excp
 
<<
 
std
::
endl
;

      
return
 
EXIT_FAILURE
;

    
}

	
return
 
EXIT_SUCCESS
;

}

```